# Club Sportif La Sagesse (fútbol)
El Hekmeh Football Team, conocido también como Club Sagesse Football Team, es un equipo de fútbol del Líbano que milita en la Primera División de Líbano, la Primera liga de fútbol más importante del país.
Fue fundado en el año 1943 en la capital Beirut patrocinado por Boulos Kik y con el apoyo de Jean Maroun. Su nombre significa Sabiduría en árabe y en francés y es más conocido por su equipo de baloncesto que por el de fútbol. Nunca ha sido campeón de liga y ha sido finalista de la Copa en 1 ocasión al igual que de la Copa Federación.
A nivel internacional ha participado en 1 torneo continental, en la Copa de Clubes de Asia del año 2002, donde abandonó el torneo en la Primera Ronda antes de enfrentarse al Esteghlal FC de Irán.
Descendió en la Temporada 2009-10 al unbicarse en la última posición.

## Palmarés
- Primera División de Líbano: 0
  - Subcampeón: 2

2001, 2002
- Copa de Líbano: 0
  - Finalista: 1

2006
- Copa Federación de Líbano: 0
  - Finalista: 1

2004

## Participación en competiciones de la AFC
- Copa de Clubes de Asia: 1 aparición

2002 - abandonó en la Primera Ronda

## Jugadores destacados
| - Bassam Habib - George Salem - Rabih Najjar - Ahmad Krayem - Jean Haddad - Wartan Ghazarian - Elie Najjar - Paul Rustom - Mario Ziadeh - Rabih Hnayneh | - Artur Kocharyan - Eugen Moldovan - Vasile Caciureac - Serge Lartchenko |

## Entrenadores destacados
- Eugen Moldovan (2000–2001)
- Theo Bücker (2001–2002)
- Emile Rustom